# Planica 7 (2025)
Planica 7 2025 – edycja turnieju Planica 7, która odbywała się w dniach 27–30 marca 2025 roku na Letalnicy w Planicy w ramach Pucharu Świata w skokach narciarskich 2024/2025. Tytułu z poprzedniego sezonu bronił Austriak, Daniel Huber, natomiast cały cykl wygrał Słoweniec, Domen Prevc, który ustanowił rekord świata w długości lotu narciarskiego skacząc 254,5 metra.

## Zwycięzca

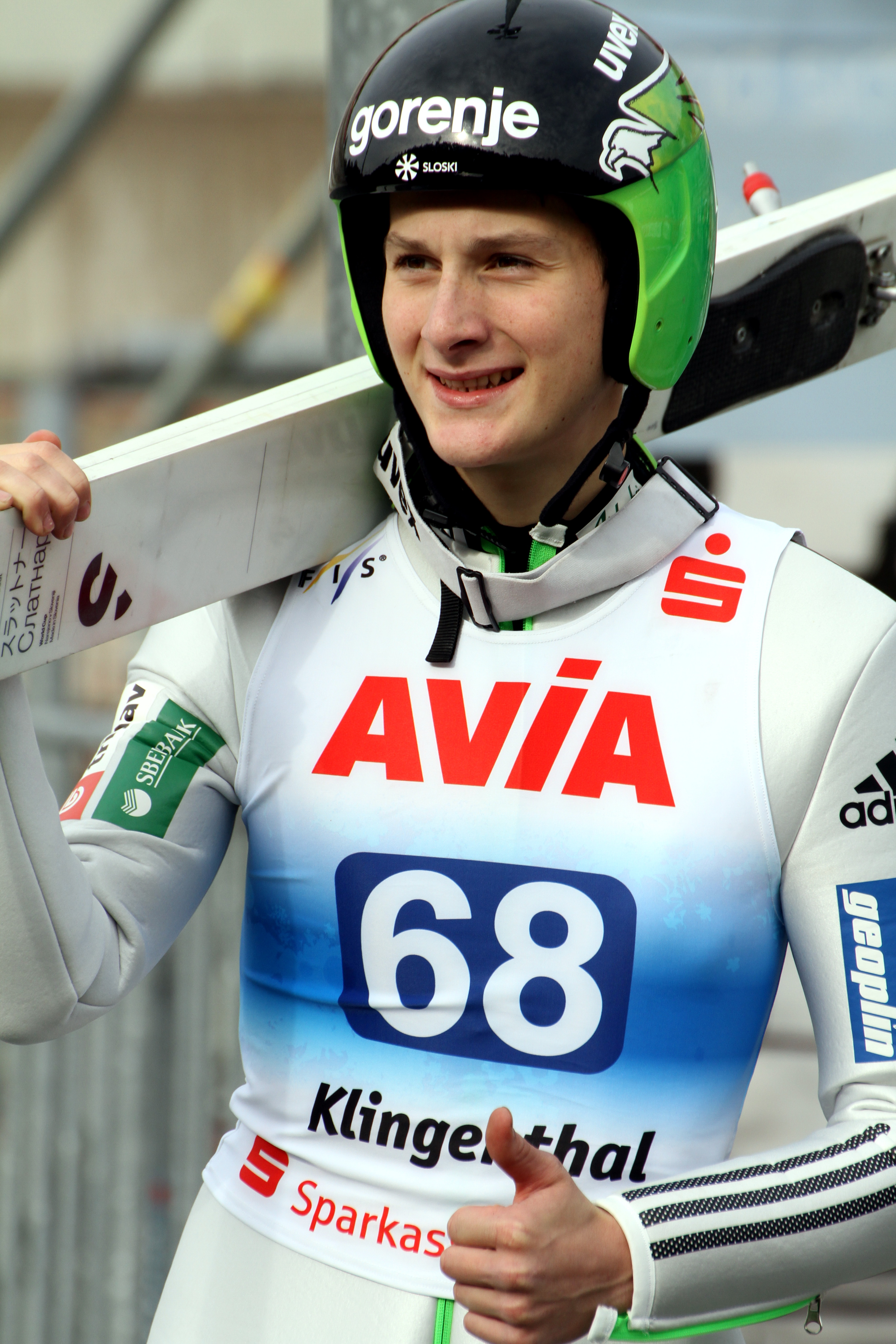
Domen Prevc zwycięzca Planica 7 2025

## Skocznia
W tabeli podano rekord skoczni obowiązujący przed rozpoczęciem Planica 7 2025 lub ustanowiony w trakcie jego trwania (wyróżniony wytłuszczeniem).
| Zdjęcie | Nazwa skoczni | Miejscowość | K    | HS    | Rekord skoczni | Rekord skoczni | Rekord skoczni | Źr.   |
| Zdjęcie | Nazwa skoczni | Miejscowość | K    | HS    | Odległość      | Rekordzista    | Data           | Źr.   |
| ------- | ------------- | ----------- | ---- | ----- | -------------- | -------------- | -------------- | ----- |
|         | Letalnica     | Planica     | K200 | HS240 | 254,5 m        | Domen Prevc    | 30.03.2025     | [ 4 ] |

## Program zawodów
Harmonogram turnieju sporządzono na podstawie materiału źródłowego:
| Dzień    | Konkurencja          | Początek (CET) | Liczba uczestników |
| -------- | -------------------- | -------------- | ------------------ |
| 27 marca | Oficjalny trening    | 8:01           | 65                 |
| 27 marca | Kwalifikacje         | 10:03          | 62                 |
| 28 marca | Seria próbna         | 14:00          | 40                 |
| 28 marca | Konkurs indywidualny | 15:00          | 39                 |
| 29 marca | Seria próbna         | 8:20           | -                  |
| 29 marca | Konkurs drużynowy    | 9:30           | -                  |
| 30 marca | Seria próbna         | 8:30           | 30                 |
| 30 marca | Konkurs indywidualny | 9:30           | 30                 |

## Podsumowanie
| Lp.                              | Data                             | Uwagi                            | 1. miejsce                                                                 | 2. miejsce                                                                        | 3. miejsce                                                        | Lider po etapie   |
| -------------------------------- | -------------------------------- | -------------------------------- | -------------------------------------------------------------------------- | --------------------------------------------------------------------------------- | ----------------------------------------------------------------- | ----------------- |
| 1.                               | 27 marca 2025                    | Kwal.                            | Andreas Wellinger                                                          | Pius Paschke                                                                      | Markus Eisenbichler                                               | Andreas Wellinger |
| 2.                               | 28 marca 2025                    | Ind.                             | Domen Prevc                                                                | Anže Lanišek                                                                      | Ryōyū Kobayashi                                                   | Domen Prevc       |
| 3.                               | 29 marca 2025                    | Druż.                            | Austria 1. Daniel Tschofenig 2. Manuel Fettner 3. Jan Hörl 4. Stefan Kraft | Niemcy 1. Karl Geiger 2. Andreas Wellinger 3. Pius Paschke 4. Markus Eisenbichler | Słowenia 1. Lovro Kos 2. Domen Prevc 3. Timi Zajc 4. Anže Lanišek | Domen Prevc       |
| 4.                               | 30 marca 2025                    | Ind.                             | Anže Lanišek                                                               | Domen Prevc                                                                       | Andreas Wellinger                                                 | Domen Prevc       |
| Planica 7 – Klasyfikacja końcowa | Planica 7 – Klasyfikacja końcowa | Planica 7 – Klasyfikacja końcowa | Domen Prevc                                                                | Anže Lanišek                                                                      | Andreas Wellinger                                                 | -                 |